# Panasonic Lumix DC-GH5S
Das Systemkameragehäuse Panasonic Lumix DC-GH5S ist ein Modell des digitalen, spiegellosen Micro-Four-Thirds-Systems. Es wurde Anfang 2018 auf dem europäischen Markt für zirka 1.850 Euro eingeführt. Es handelt sich um ein Schwestermodell des Kameragehäuses Panasonic Lumix DMC-GH5 und hat eine halb so große Bildauflösung wie dieses.
Es ist das erste spiegellose Systemkameragehäuse von Panasonic, dessen Bildsensor bei jedem Bildpunkt vor der Analog-Digital-Wandlung mit zwei analogen Verstärkern ausgestattet ist (Dual Native ISO). Diese Technik soll besonders vorteilhaft für Videoaufnahmen bei schlechten und schwierigen Lichtverhältnissen sein.

## Technische Merkmale
Das Kameragehäuse der Panasonic Lumix aus einer Magnesiumlegierung ist mit einem schwenk- und klappbaren, berührungsempfindlichen Display, einem elektronischen Sucher mit Dioptrienausgleich, einem Blitzschuh ausgestattet.
Neben den Objektiven mit Micro-Four-Thirds-Bajonettverschluss können wegen des geringen Auflagemaßes von 20 Millimetern über Objektivadapter fast alle Objektive mit hinreichend großem Bildkreis angeschlossen werden.
Das Kameragehäuse GH5S arbeitet sowohl bei Stehbild- als auch bei Bewegtbildaufnahmen ausschließlich im Live-View-Modus mit manueller Entfernungseinstellung mit Softwarelupe oder mit einem vielseitigen Autofokussystem mit Kontrastmessung, das auch Gesichter erkennen und Motive verfolgen kann. Mit Hilfe des elektronischen Verschlusses können auch Stehbilder praktisch geräuschlos aufgenommen werden.
Über eine WLAN-Verbindung kann die Kamera von Smartphones, Tablet-PCs oder mobilen und stationären Computern gesteuert und ausgelesen werden. Dies geschieht mit einer App namens Panasonic Image App auf einem Android- oder Apple-iOS. Damit ist es möglich, das aktuelle Sucherbild auf dem Endgerät zu betrachten und die Kamera vollständig von dort aus zu steuern. Für die kabelgebundene Fernsteuerung mit einem Computer (Tethered Shooting) mit den Betriebssystemen Microsoft Windows und iOS gibt es die kostenlose Software Lumix Tether.

## Eigenschaften
Gegenüber dem Schwestermodell Panasonic Lumix DMC-GH5 weist die GH5S unter anderem die folgenden Abweichungen auf:
- Bildsensor

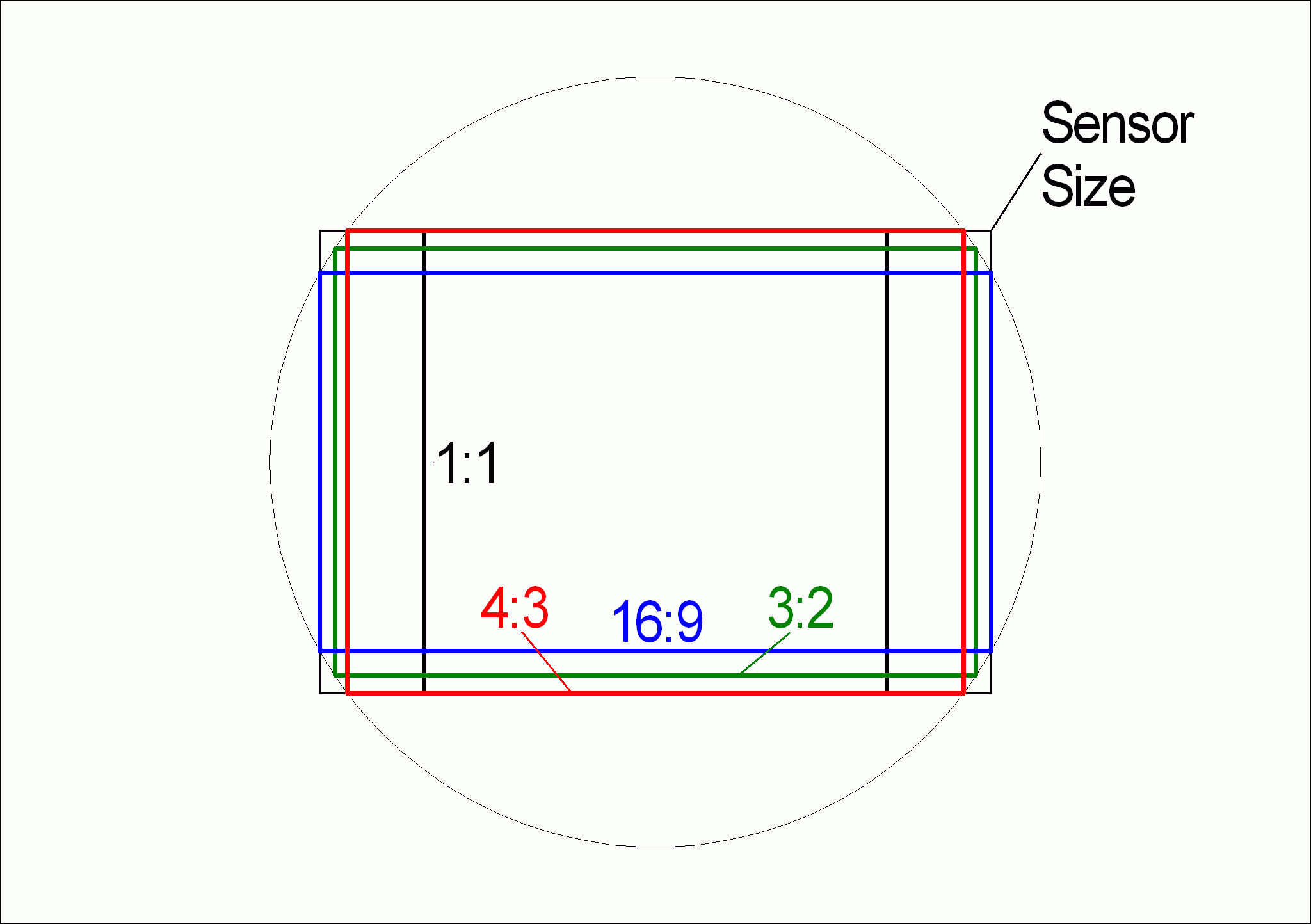
Verschiedene Bildseitenverhältnisse ohne Beschneidung der Pixelzahl mit „Multi-Aspect“-Geometrie auf dem Bildsensor

Videoclip eines Meteors der Perseiden, Bildausschnitt einer 4K-Aufnahme mit 30 Bildern pro Sekunde und mit einem Belichtungsindex von ISO 12800

  - „Multi-Aspect“ mit den Bildseitenverhältnissen 4:3, 3:2, 16:9, 17:9
  - „Dual Native ISO“ (mit zwei Verstärkern pro Bildpunkt mit unterschiedlichem Verstärkungsfaktor)[6]
    - „low“ mit Belichtungsindizes ISO 160 bis ISO 800, erweiterbar bis ISO 80, native Empfindlichkeit ISO 400
    - „high“ mit Belichtungsindizes ISO 800 bis ISO 51200, erweiterbar bis ISO 204800, native Empfindlichkeit ISO 2500

  - Geringere maximale Bildauflösung von 10 Megapixel mit einem entsprechend größeren Punktabstand von 4,7 Mikrometern
  - Rohdaten mit 14 Bit pro Farbkanal[7]
  - Kein 6K-Foto-Modus (mit 18 Megapixel)
  - Kein stabilisierter Bildsensor und somit auch kein „Dual-IS“ (Synchronisation der Bildstabilisatoren von Objektiven und Kameragehäuse)
- Videoaufnahmen
  - 4K-Videoaufnahmen mit bis zu 60 Bildern pro Sekunde[6]
  - Zeitlupenaufnahmen in Full HD mit bis zu 240 Bildern pro Sekunde[6]
  - Ein- und Ausgang für Timecode-Signale[6]

In der folgenden Belichtungsindex-Reihe ist der gleiche Bildausschnitt mit Belichtungsindizes zwischen ISO 160 und ISO 51200 zu sehen. Bei gleicher Blendenzahl ergeben sich daher unterschiedliche Belichtungszeiten. Bei einem Belichtungsindex von ISO 51200 ist bei voller Bildauflösung deutliches Bildrauschen zu erkennen:

Belichtungsindex-Reihe aufgenommen mit der Panasonic Lumix DC-GH5S mit Blendenzahl 5,6 bei 42,5 mm Brennweite
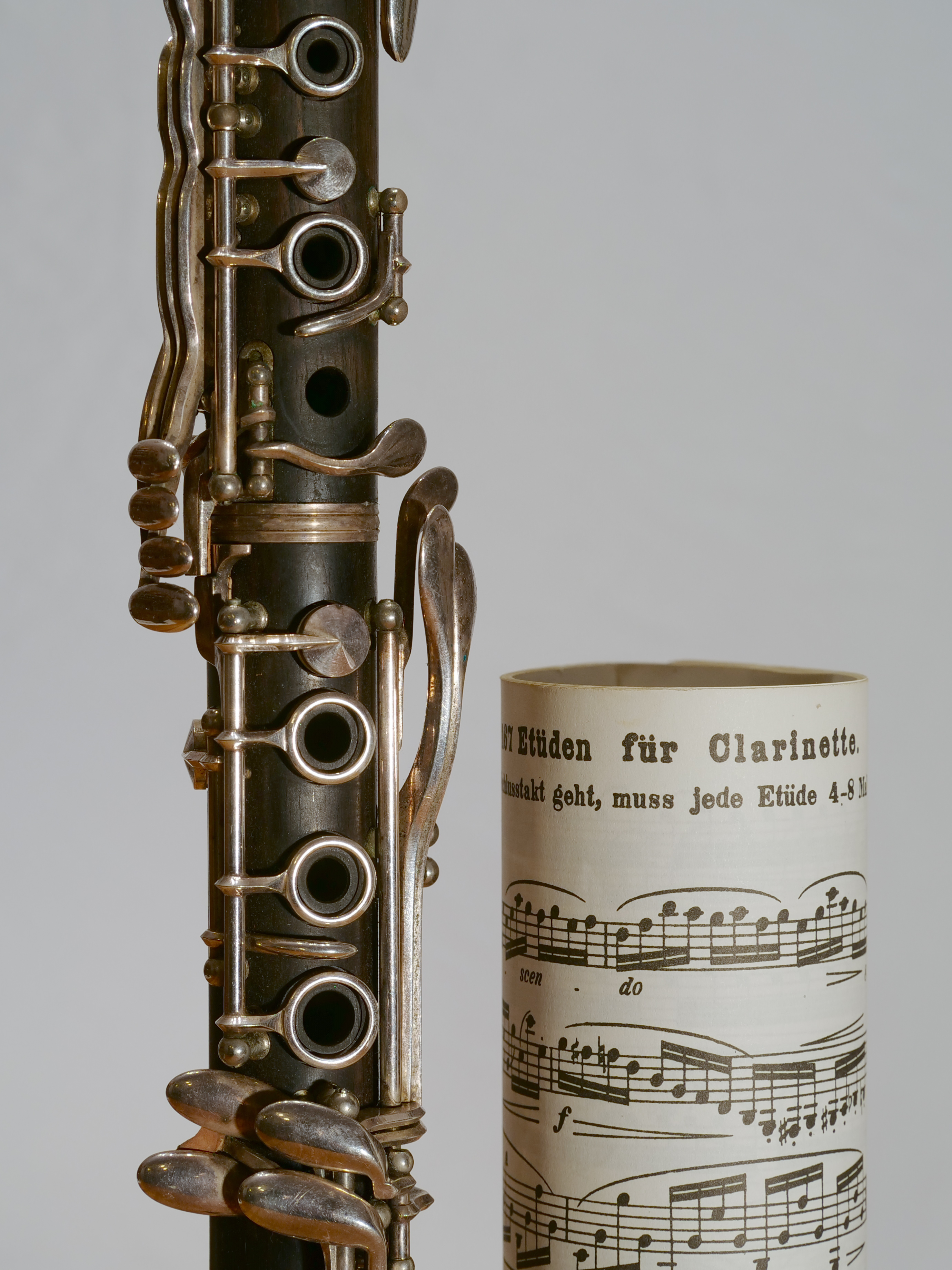
ISO 160, 1/15 s
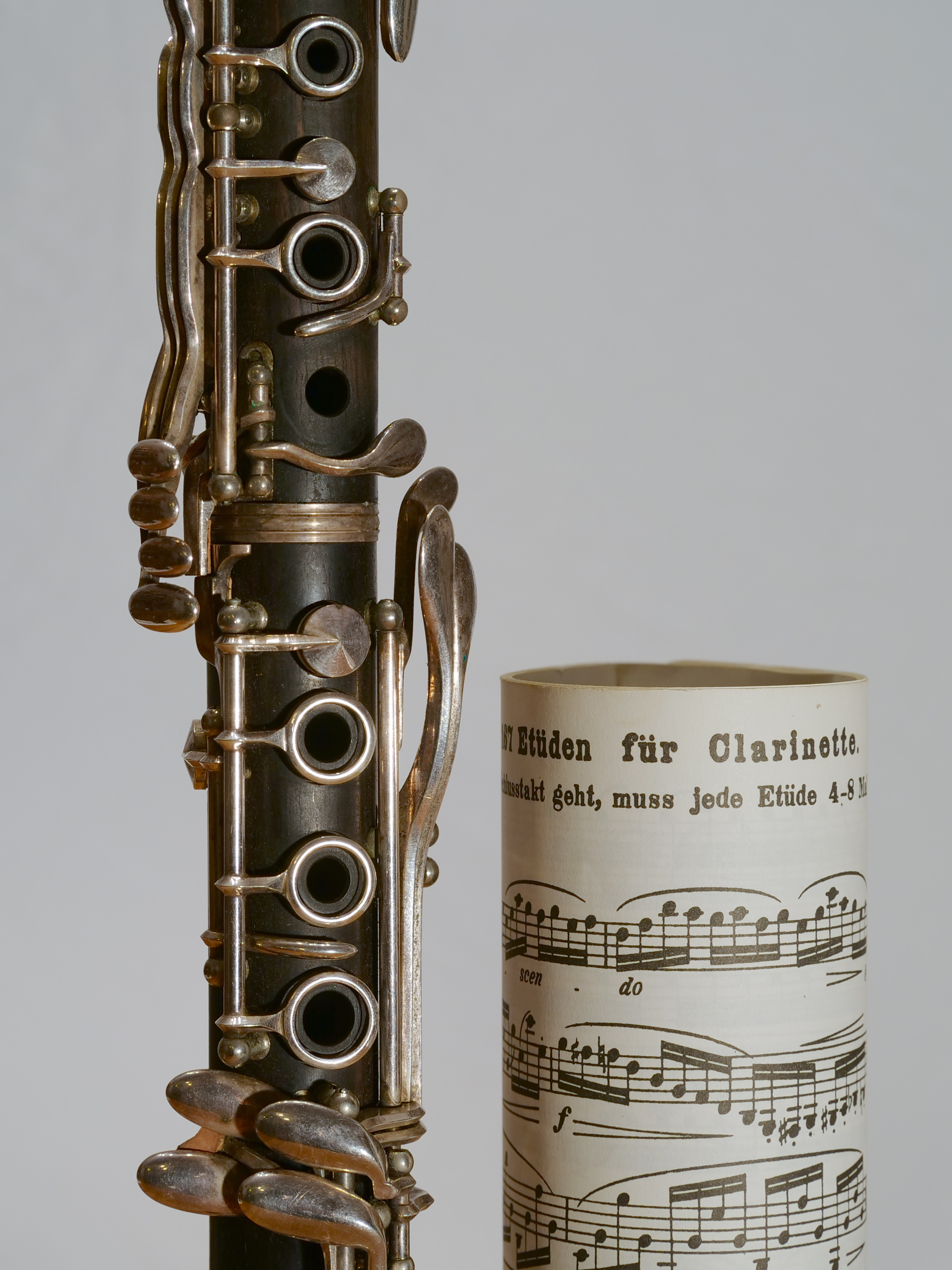
ISO 200, 1/20 s
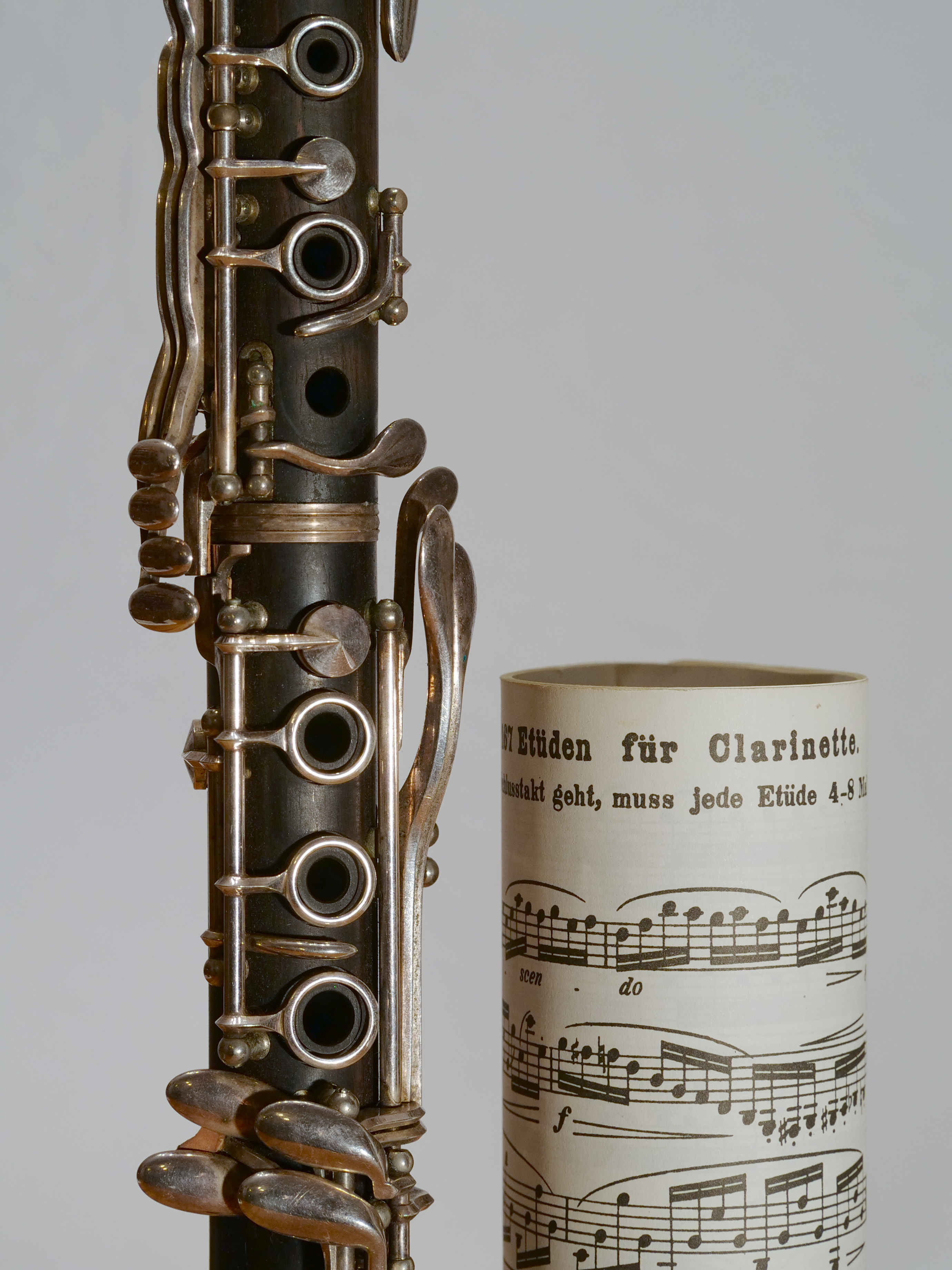
ISO 400, 1/40 s
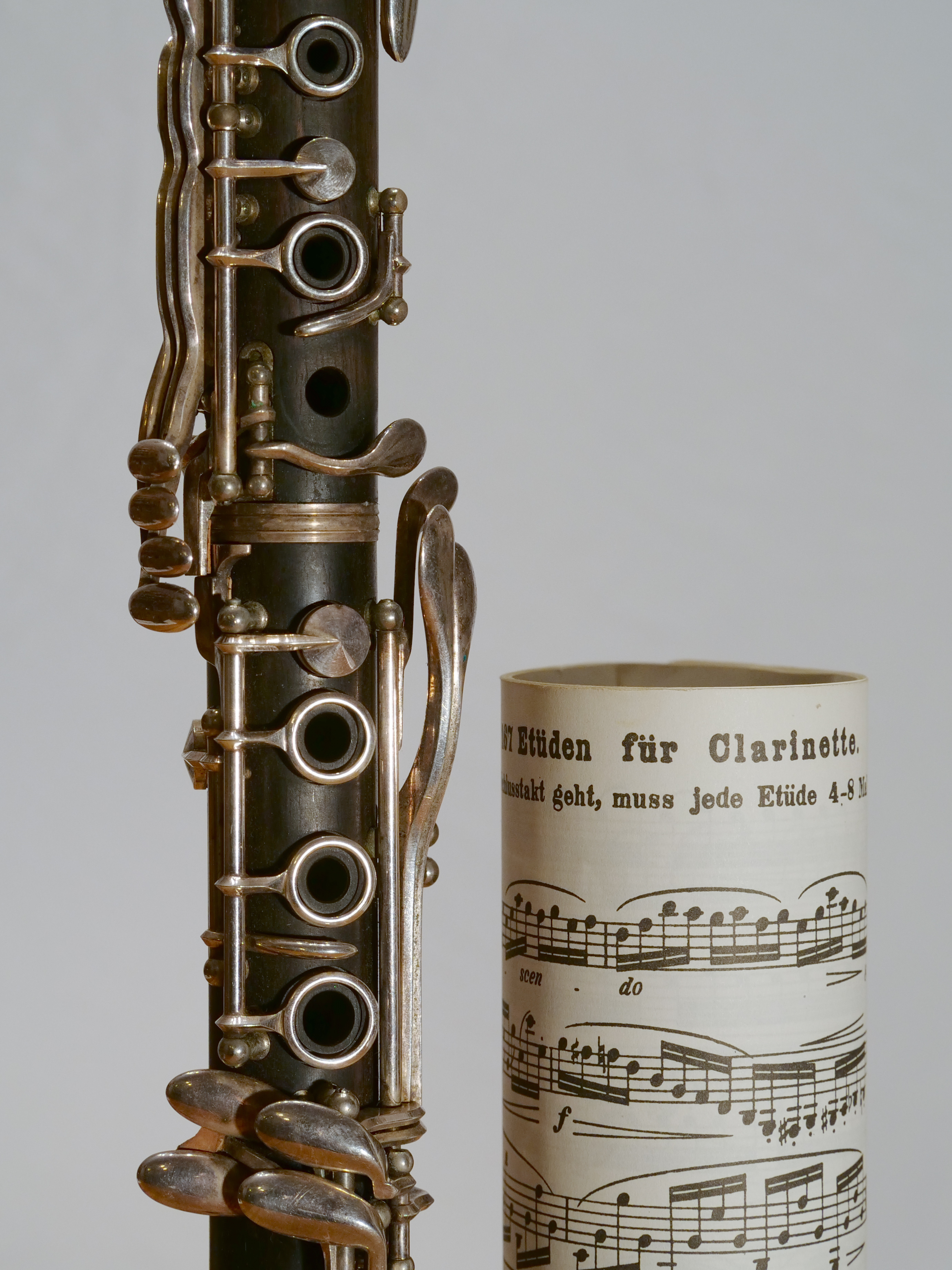
ISO 800, 1/80 s
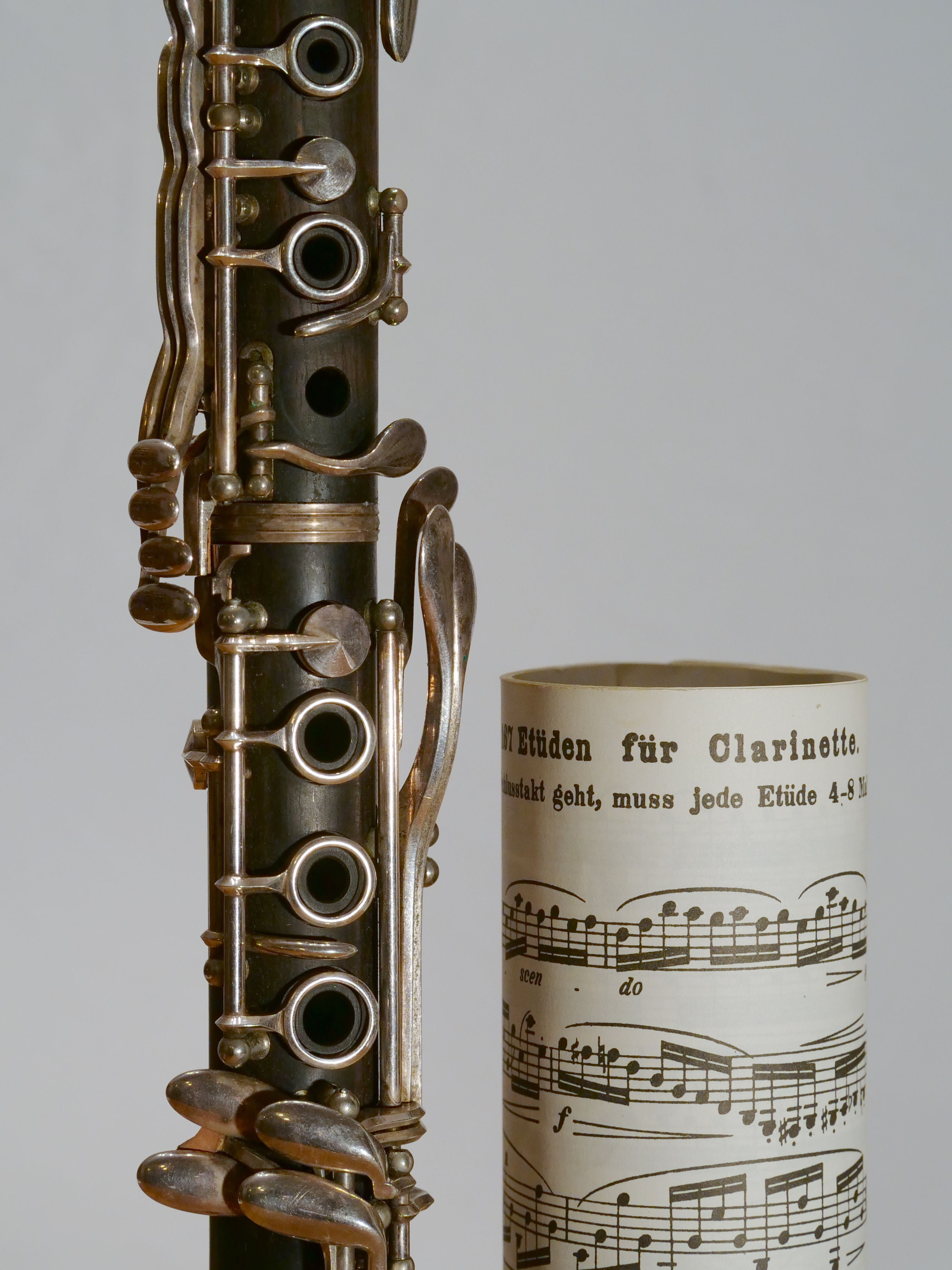
ISO 1600, 1/160 s
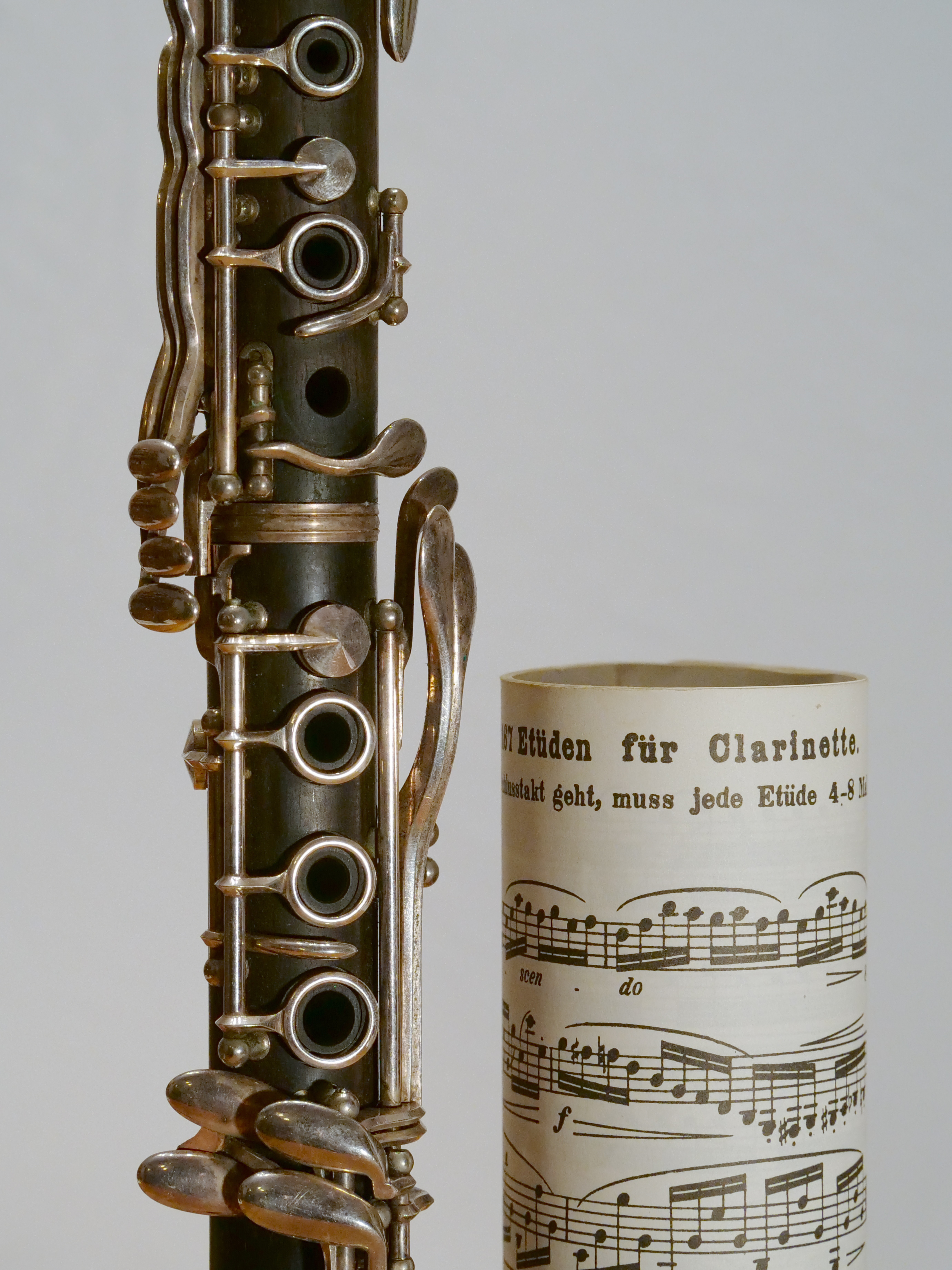
ISO 3200, 1/320 s
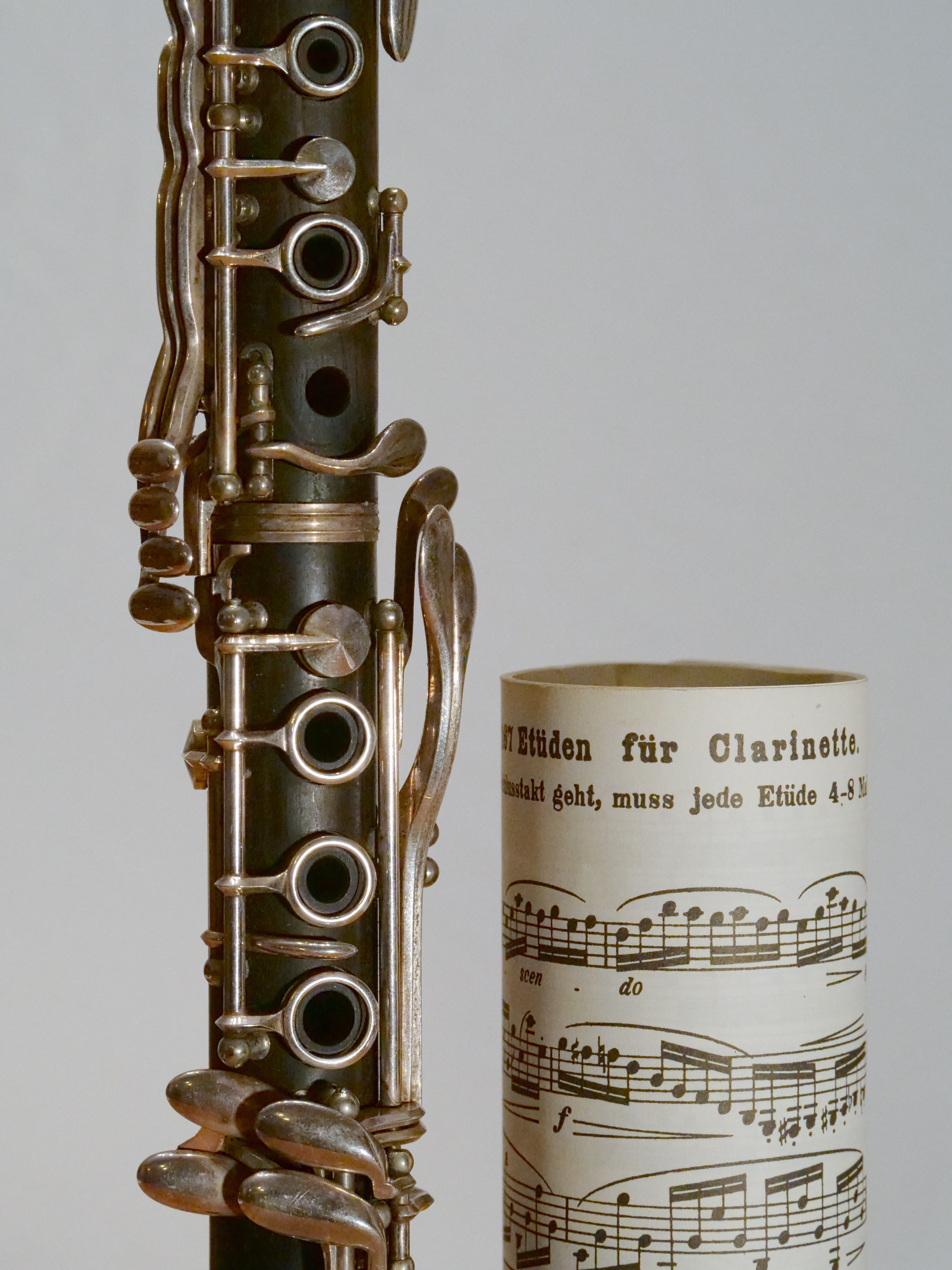
ISO 6400, 1/640 s
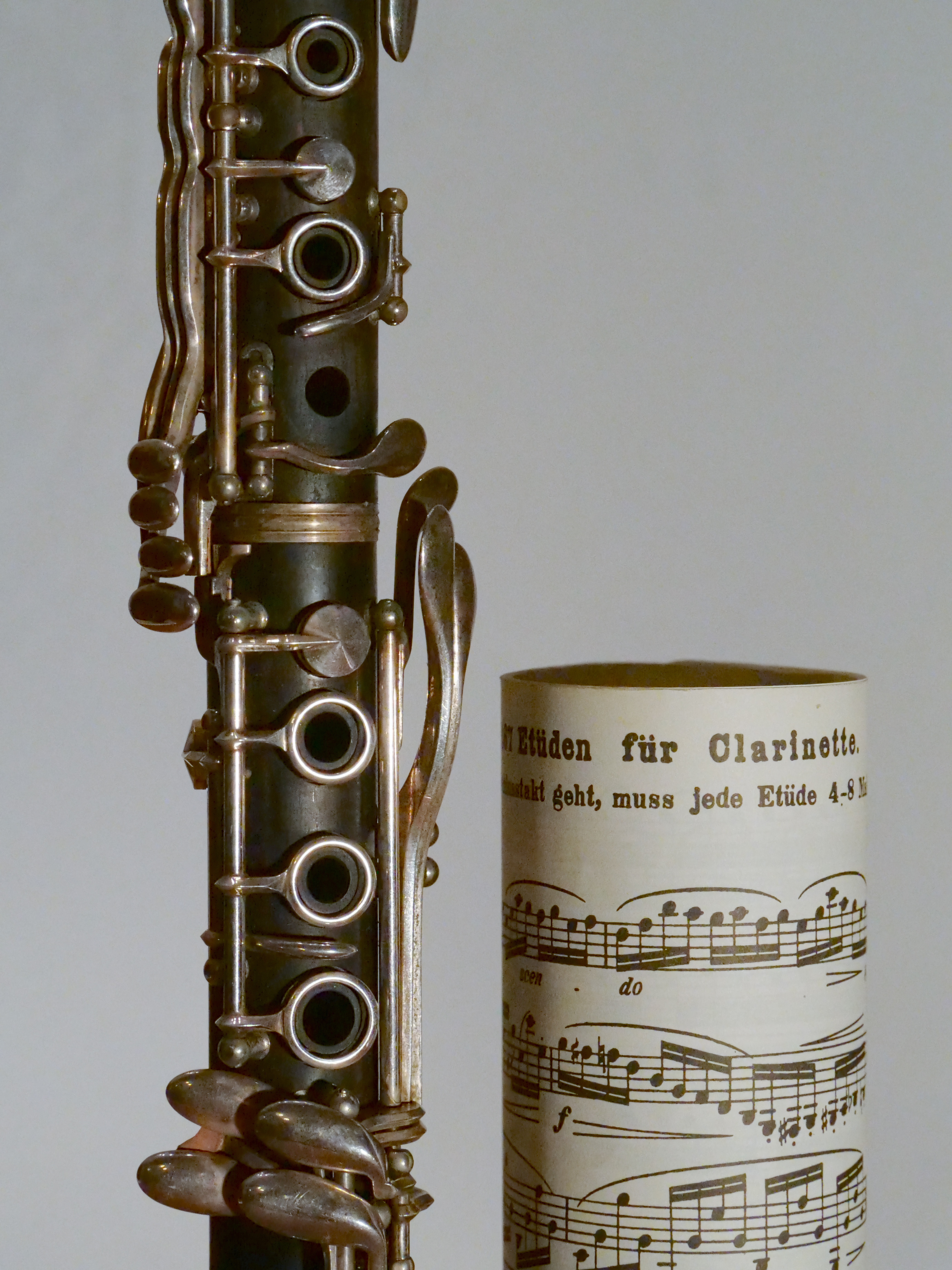
ISO 12800, 1/1300 s
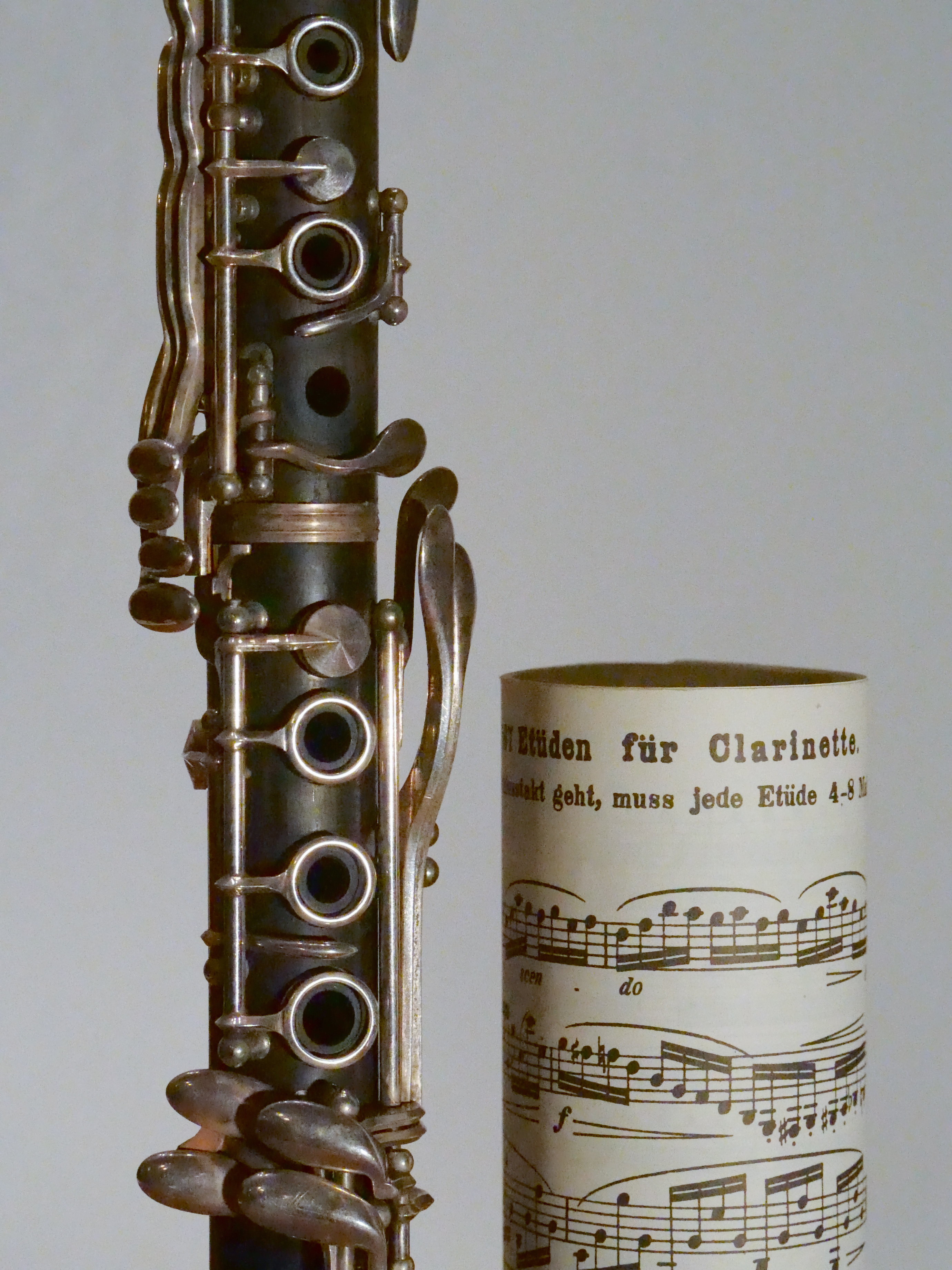
ISO 25600, 1/2500 s
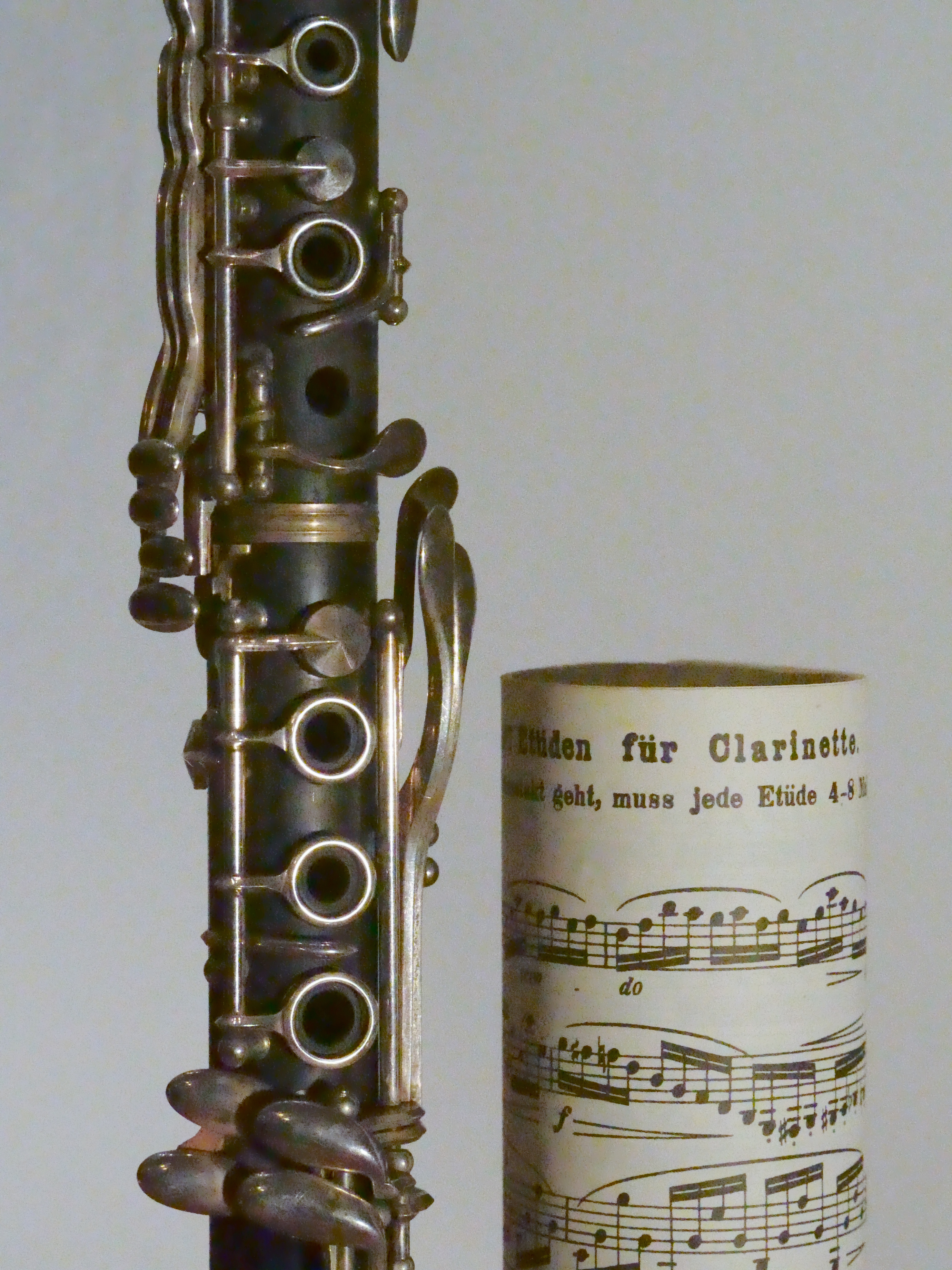
ISO 51200, 1/5000 s

## Auszeichnungen
- Fotopresseverband Technical Image Press Association, TIPA-Award 2018: Beste professionelle Foto-/Videokamera (2018)[8]
- EISA Award: Beste Foto-/Videokamera 2018–2019[9]

## Galerie

Panasonic Lumix DC-GH5S
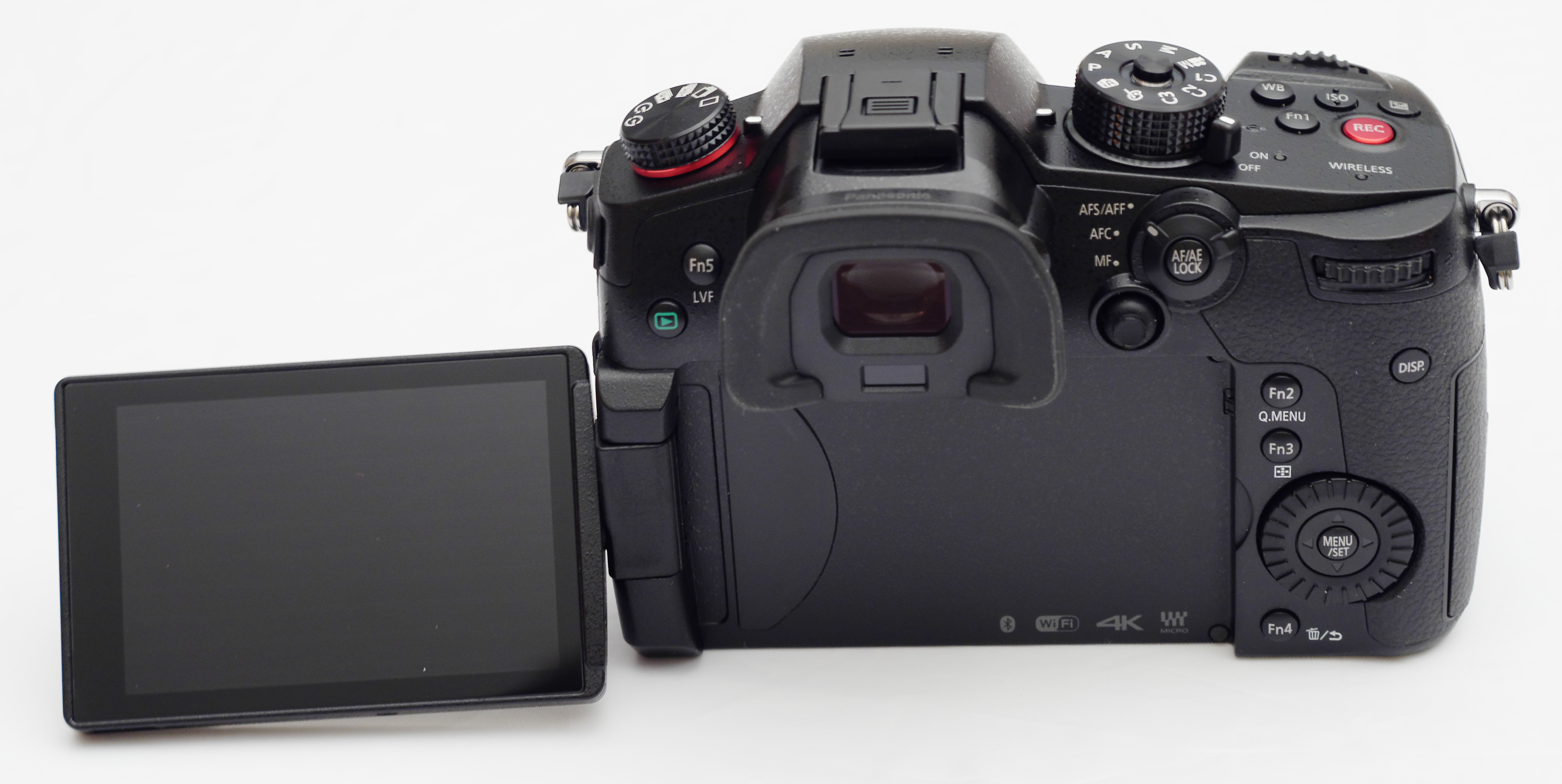
Rückansicht mit aufgeklapptem Bildschirm
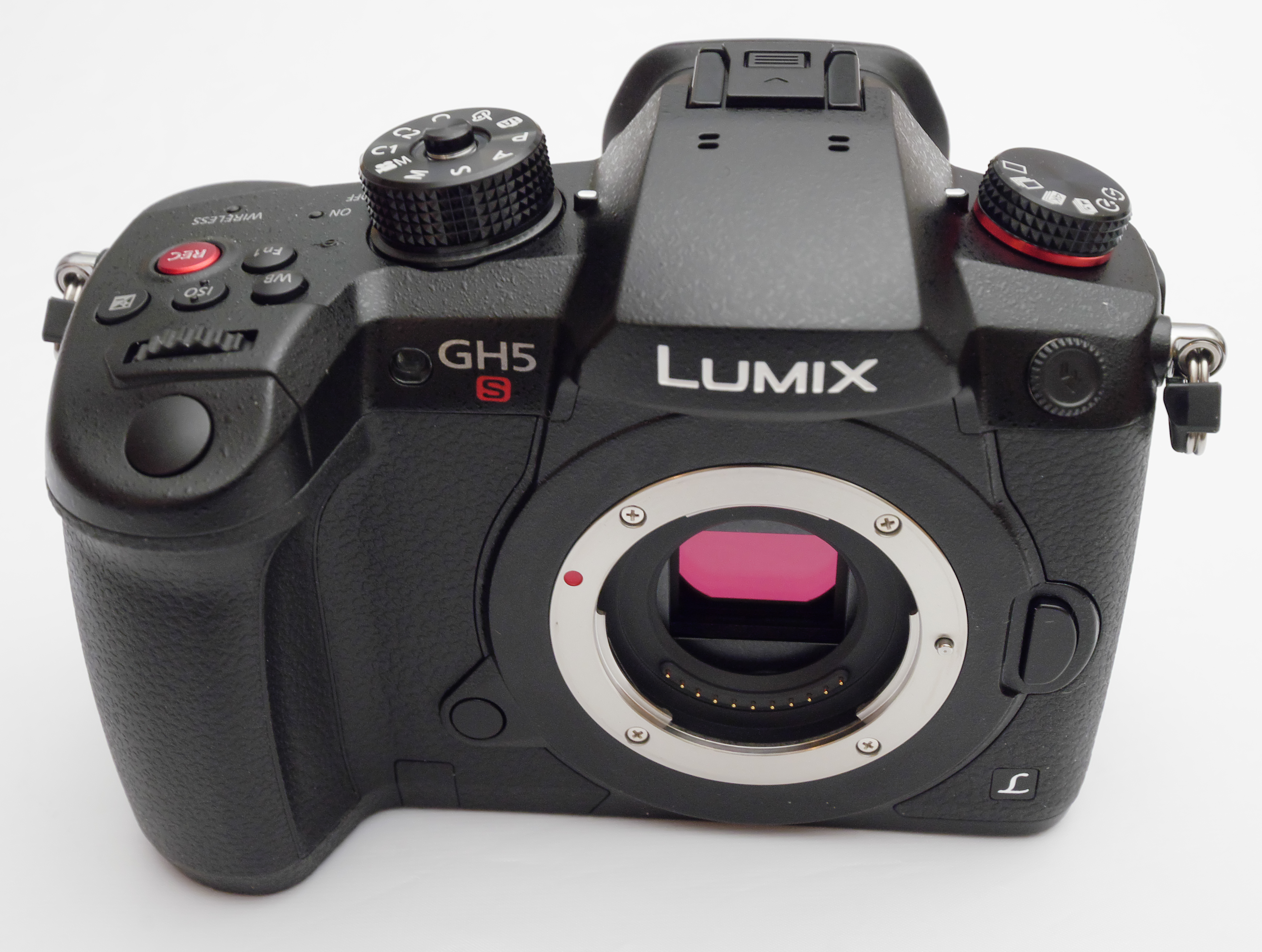
Perspektivische Ansicht von schräg oben
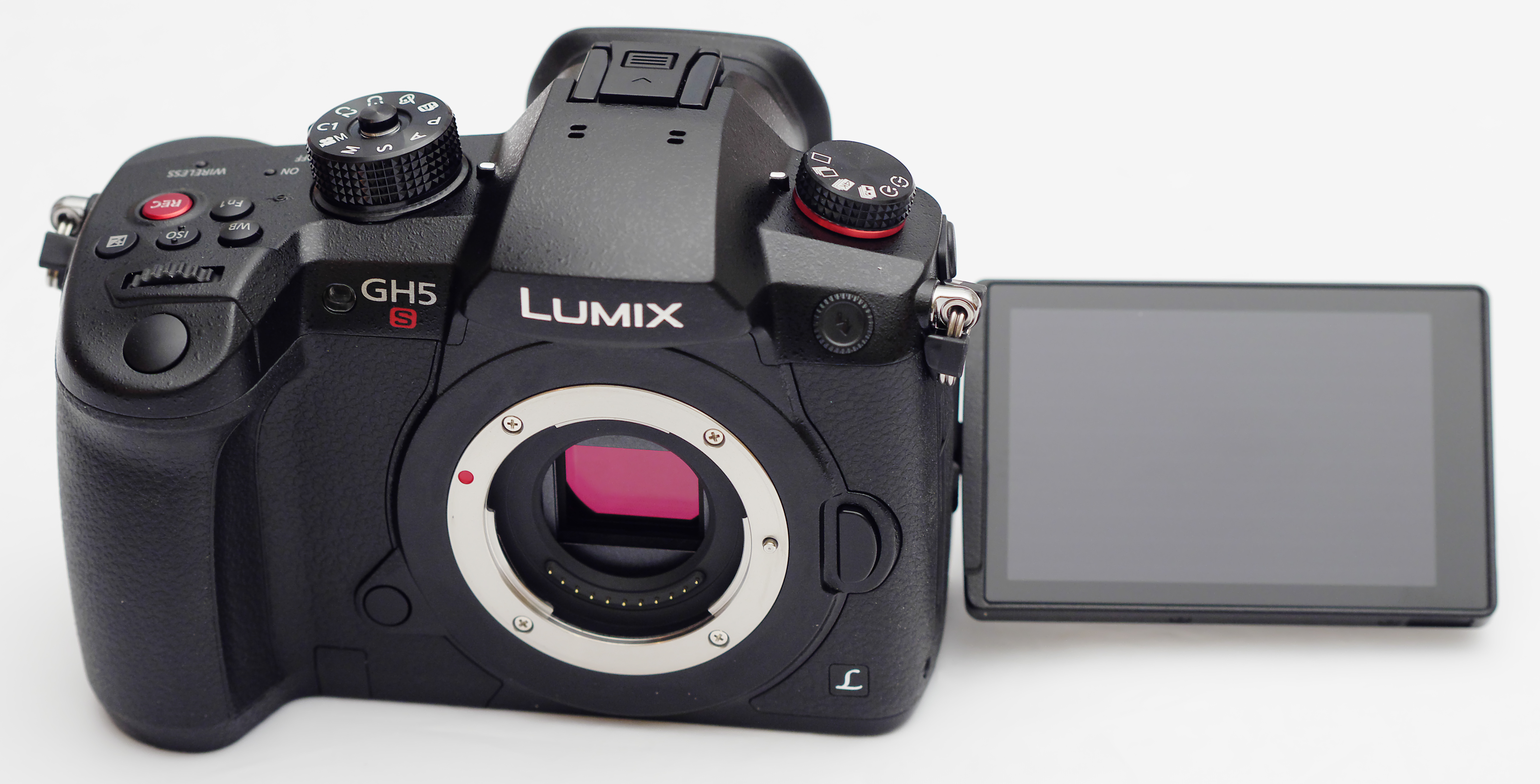
Perspektivische Ansicht von schräg oben mit aufgeklapptem Monitor
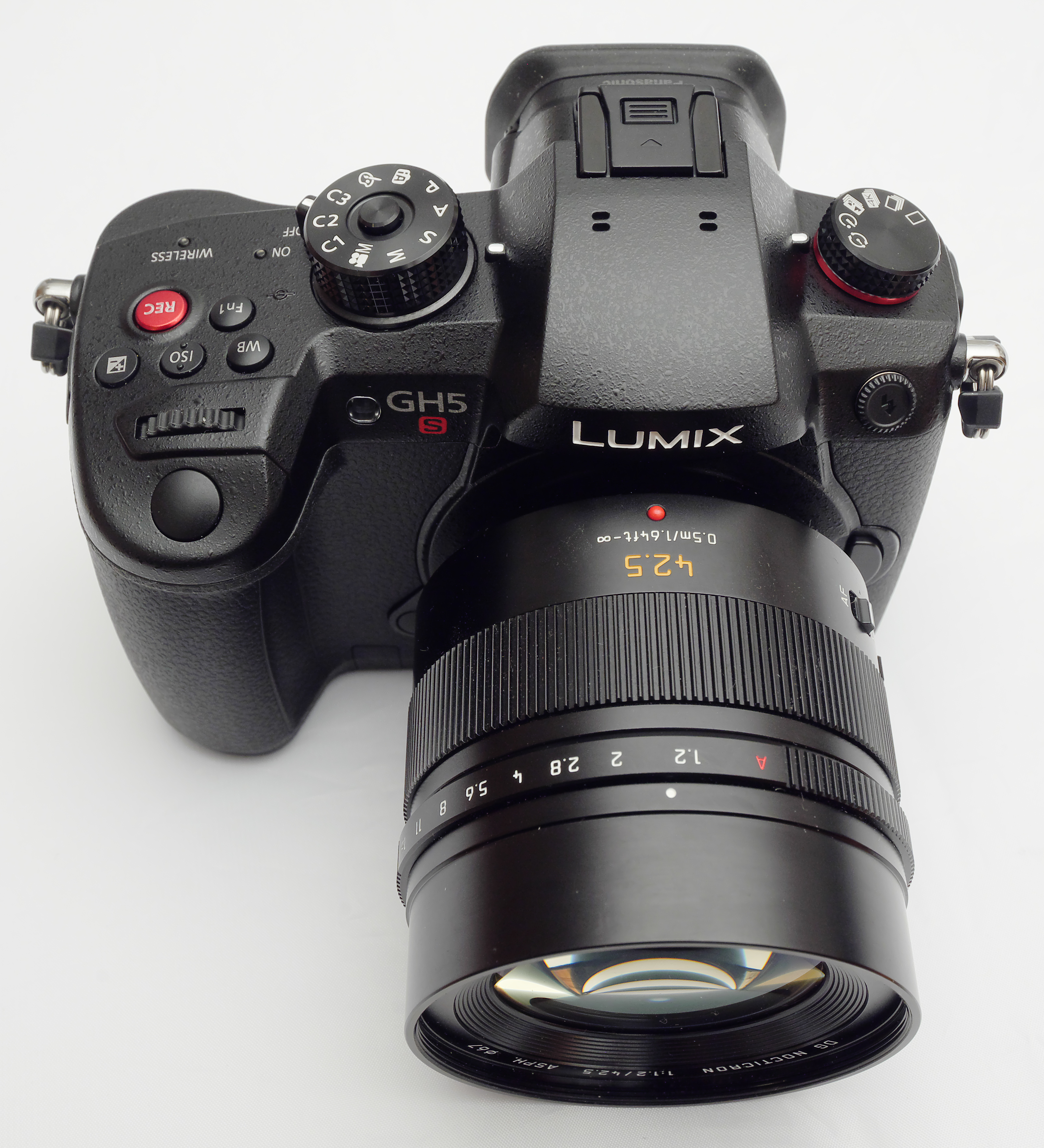
Perspektivische Ansicht mit Objektiv Leica Nocticron 42.5 mm f/1.2